# Iván Erquiaga
Iván Erquiaga (n. Vivoratá, provincia de Buenos Aires, Argentina; 26 de marzo de 1999) es un futbolista argentino. Juega de defensor y su equipo actual es Auda de la Virslīga.

## Carrera

### Estudiantes de La Plata
Erquiaga llegó a Estudiantes de La Plata en 2015. En 2018 firmó su primer contrato, en el mismo año donde debutó como profesional. El 14 de mayo fue titular en el empate 1-1 contra Rosario Central.
Meses después tuvo sus primeros partidos internacionales. Ambos frente a Grêmio de Brasil.

### Huracán
En 2021 se convirtió en refuerzo de Huracán. Llegó a préstamo por un año desde Estudiantes de La Plata. Debutó el 22 de febrero en el empate a 1 entre el Globo y Unión de Santa Fe, siendo titular.

### Quilmes
Tras finalizar su préstamo en Huracán, Erquiaga fue cedido nuevamente. Esta vez a Quilmes, de la Primera Nacional, por 2 años.

## Estadísticas

### Clubes
- Actualizado hasta el 18 de agosto de 2025.

| Estudiantes (LP) Argentina | 1.ª                 | 2017-18             | 1   | 0 | 0  | 0 | 0 | 0 | 1   | 0 | 0    |
| Estudiantes (LP) Argentina | 1.ª                 | 2018-19             | 15  | 0 | 6  | 0 | 2 | 0 | 23  | 0 | 0    |
| Estudiantes (LP) Argentina | 1.ª                 | 2019-20             | 8   | 0 | 3  | 0 | 0 | 0 | 11  | 0 | 0    |
| Estudiantes (LP) Argentina | 1.ª                 | 2020                | -   | - | 7  | 0 | - | - | 7   | 0 | 0    |
| Estudiantes (LP) Argentina | Total club          | Total club          | 24  | 0 | 16 | 0 | 2 | 0 | 42  | 0 | 0    |
| Huracán Argentina | 1.ª                 | 2021                | 1   | 0 | 5  | 0 | - | - | 6   | 0 | 0    |
| Huracán Argentina | Total club          | Total club          | 1   | 0 | 5  | 0 | - | - | 6   | 0 | 0    |
| Quilmes Argentina | 2.ª                 | 2022                | 25  | 0 | 2  | 0 | - | - | 27  | 0 | 0    |
| Quilmes Argentina | 2.ª                 | 2023                | 27  | 0 | -  | - | - | - | 27  | 0 | 0    |
| Quilmes Argentina | Total club          | Total club          | 52  | 0 | 2  | 0 | - | - | 54  | 0 | 0    |
| Riga Letonia | 1.ª                 | 2024                | 25  | 1 | 1  | 0 | 2 | 0 | 28  | 1 | 0.04 |
| Riga Letonia | 1.ª                 | 2025                | 5   | 0 | 0  | 0 | 0 | 0 | 5   | 0 | 0    |
| Riga Letonia | Total club          | Total club          | 30  | 1 | 1  | 0 | 2 | 0 | 33  | 1 | 0.03 |
| Auda Letonia | 1.ª                 | 2025                | 5   | 0 | 2  | 0 | 2 | 0 | 9   | 0 | 0    |
| Auda Letonia | Total club          | Total club          | 5   | 0 | 2  | 0 | 2 | 0 | 9   | 0 | 0    |
| Total en su carrera | Total en su carrera | Total en su carrera | 112 | 1 | 26 | 0 | 6 | 0 | 144 | 1 | 0.01 |
| (1) Las copas nacionales se refiere a la Copa Argentina, a la Copa de la Superliga Argentina y a la Copa de la Liga Profesional. (2) Las copas internacionales se refiere a la Copa Libertadores y a la Copa Sudamericana. (3) Media de goles por encuentro. No incluye goles en partidos amistosos. |                     |                     |     |   |    |   |   |   |     |   |      |